# Julie Bergner
Pour les articles homonymes, voir Bergner.
Julia Elizabeth Bergner est une mathématicienne américaine spécialisée dans la topologie algébrique, la théorie de l'homotopie et la théorie des catégories supérieures. Elle est professeure de mathématiques à l'université de Virginie.  

## Éducation et carrière
Bergner est diplômée de l'université Gonzaga de Spokane en 2000. Elle termine son doctorat à l'université Notre-Dame-du-Lac en 2005. Sa thèse, intitulée Three Models for the Homotopy Theory of Homotopy Theories, est dirigée par William Gerard Dwyer,.   
Après des recherches postdoctorales à l'université d'État du Kansas, elle rejoint la faculté de mathématiques de l'université de Californie à Riverside en 2008. Elle part ensuite à l'université de Virginie en 2016. 

## Publications
Bergner est l'auteure du livre The homotopy theory of ( ∞, 1)-categories (London Mathematical Society Student Texts 90, Cambridge University Press, 2018).  
Ses autres publications comprennent: 
- (en) Julia E. Bergner, « A model category structure on the category of simplicial categories », Transactions of the American Mathematical Society, vol. 359, no 5,‎ 2007, p. 2043–2058 (DOI 10.1090/S0002-9947-06-03987-0, MR 2276611).
- (en) Julia E. Bergner, Three models for the homotopy theory of homotopy theories, vol. 46, Topology (journal), 2007, 397–436 p. (DOI 10.1016/j.top.2007.03.002, MR 2321038, arXiv math/0504334), chap. 4.
- Julia E. Bergner, « A survey of (∞,1)-categories », dans John C. Baez, J. Peter May (éd.), Towards Higher Categories, New York, Springer, 2010 (DOI 10.1007/978-1-4419-1524-5_2, MR 2664620), chap. 152, p. 69–83.

## Prix et distinctions
En 2018, l'Association for Women in Mathematics décerne à Bergner le prix commémoratif Ruth I. Michler pour ses recherches sur la K-théorie algébrique,. Elle est également US Junior Oberwolfach Fellow, 2014.